# Santvoortsche Molen
De Santvoortsche Molen (ook Zantvoortsche Molen en Drakenburgse Molen) was een windmolen bij de buurtschap Santvoorde in Baarn. De verdwenen molen stond aan het eind van de tegenwoordige van Heemstralaan, vanuit Baarn links op de hoek met de Amsterdamsestraatweg.

## Drakenburgse molen
Deze standaardmolen hoorde oorspronkelijk bij kasteel Drakenburg. Toen de molen in 1603 werd verkocht waren als bijzondere bepalingen opgenomen dat de molen na brand of schade binnen drie jaar diende te worden herbouwd. Bij in gebreke blijven zou het heerlijke recht van de wind vervallen aan de heer van Drakenburg. Bij tussentijdse verkoop diende toestemming te worden gevraagd aan de baron die het recht van naasting behield. De molen werd in 1640 door de Staten van Utrecht aangewezen als ban- of dwangmolen maalde voor Baarn-West en Eemnes-Binnen.

## 't Hoogt
In 1756 kreeg molenaar Gerritsz. Varekamp toestemming van de Staten van het Sticht tot verplaatsing en vervanging van de Santvoortsche Molen omdat het opgaande bos de windmolen hinderde. De molen werd verplaatst naar ’t Hoogt, aan de tegenwoordige Jacob van Lenneplaan, tussen de nummers 43 en 45. De toegang liep vanaf de Eemnesserweg door het bos over de tegenwoordige Molenweg. 
Bouwers van de nieuwe rietgedekte korenmolen-grondzeiler waren de molenmakers Jan en Gerrit van der Wouden. Om verzekerd te zijn van windvang werd 200 roeden in omtrek vrijgehouden van geboomte. De zeskante molen had twee koppel maalstenen en een vlucht van 72 voet. Rond 1807 werd aan de noordzijde van de molen een molenaarswoning bebouwd.

## Blaricum
In 1873 werd de zeskante grondzeiler verplaatst naar Blaricum en kreeg daar de naam Molen van Puijk.